# Saichangurvel davidsoni
Il saichangurvel (Saichangurvel davidsoni) è un rettile estinto, affine alle odierne iguane. Visse nel Cretaceo superiore (circa 70 milioni di anni fa) e i suoi resti sono stati ritrovati in Mongolia, nel giacimento di Ukhaa Tolgod.

## Descrizione
Lungo una trentina di centimetri, questo animale è conosciuto per uno splendido esemplare fossile perfettamente conservato, completo di tutte le parti scheletriche. Il fossile mostra notevoli dettagli dell'anatomia dell'animale, e ha permesso agli studiosi di poter analizzare a fondo la struttura scheletrica di una lucertola del Cretaceo. Il cranio era ben sviluppato, così come gli arti, che erano robusti e forti. La coda era lunga circa una volta e mezzo il corpo. Tra le caratteristiche di Saichangurvel vi è una fontanella sul frontoparietale.

## Classificazione
L'olotipo di Saichangurvel era stato raffigurato in una pubblicazione del 2000, ma solo sette anni dopo ha ricevuto una descrizione formale (Conrad e Norell, 2007). Lo studio di questo eccezionale esemplare ha permesso di definire un nuovo clade di lucertole cretacee, i Gobiguania, affini alle iguane attuali. Questo gruppo, endemico del Cretaceo del deserto del Gobi, comprendeva anche Ctenomastax, Temujinia, Anchaurosaurus e Zapsasaurus. Saichangurvel, tra questi, era la forma più primitiva. Grazie a questi fossili, gli studiosi hanno ipotizzato che le lucertole pleurodonti (che comprendono i Gobiguania, le iguane e altre forme come le lucertole cornute) si diversificarono notevolmente nel corso del Cretaceo.

## Significato del nome
Il nome del genere deriva da due parole mongole che significano “bella lucertola”, a causa della perfetta conservazione dell'esemplare. La parola saichan (bello) era già stata utilizzata per denominare l'anchilosauro Saichania, anch'esso noto per un cranio perfettamente conservato. L'epiteto specifico, davidsoni, si riferisce a Amy Davidson.